# Феллер, Уильям
Уи́льям Фе́ллер (Вильям Феллер; англ. William Feller, 7 июля 1906, Загреб, Австро-Венгрия, ныне Хорватия — 14 января 1970, Нью-Йорк, США) — американский математик.
Член Национальной академии наук США (1960).

## Биография
Сын известного фармацевта и индустриалиста Юджина Виктора Феллера (1881—1936), уроженца Галиции. Окончил Загребский университет (1925). Защитил степень доктора философии Гёттингенского университета  в 1926 году под руководством Куранта. В 1928 — доцент в Кильском университете.
В силу еврейского происхождения после прихода к власти фашистов был вынужден бежать в Данию, затем в Швецию и, наконец, в США. С 1950 профессор Принстонского университета (США).

## Научная работа
Феллер работал в области функционального анализа, теории меры и дифференциальных уравнений, но главный вклад он внёс  в теорию вероятностей и её приложения (в генетике, физике, экономике). Получил ряд важных результатов в области предельных теорем теории вероятностей и теории диффузных случайных процессов. Является автором получившего мировое признание учебника по теории вероятностей.